# Hello Again (ダイアナ・ガーネットの曲)
「Hello Again」（ハロー・アゲイン）は、アメリカ合衆国ワシントンD.C.出身の歌手、ダイアナ・ガーネットの楽曲で、メジャー4枚目のオリジナルシングル（1枚目のデジタルシングル）。2019年6月5日に発売。発売元はpointblanc INC。

## 概要
前作「Thank you for the Music」から約7ヵ月でのリリースで、ダイアナ・ガーネットの4枚目アニメタイアップシングル。自身の歌詞の共作参加した。

### タイアップ
- タイトル曲の「Hello Again」は、TVアニメ『ねこねこ日本史』第4期第1弾エンディングテーマ[1][2][3]。
- 2019年4月26日放送の『月～金お昼のソングショー ひるソン！』（テレビ東京）で生披露された。

## 収録曲
1. Hello Again [4:09]
  - 作詞：ダイアナ・ガーネット／白山治輝、作曲・編曲：KOSEN
  - NHK Eテレアニメ『ねこねこ日本史』第4期第1弾エンディングテーマ[1][2][3]。
2. Hello Again -Instrumental- [4:09]

## 参加アーティスト
- ダイアナ・ガーネット - 歌詞、ボーカル
- 白山治輝 - 歌詞
- KOSEN - 全作曲・全編曲